# 東京大学医科学研究所附属病院

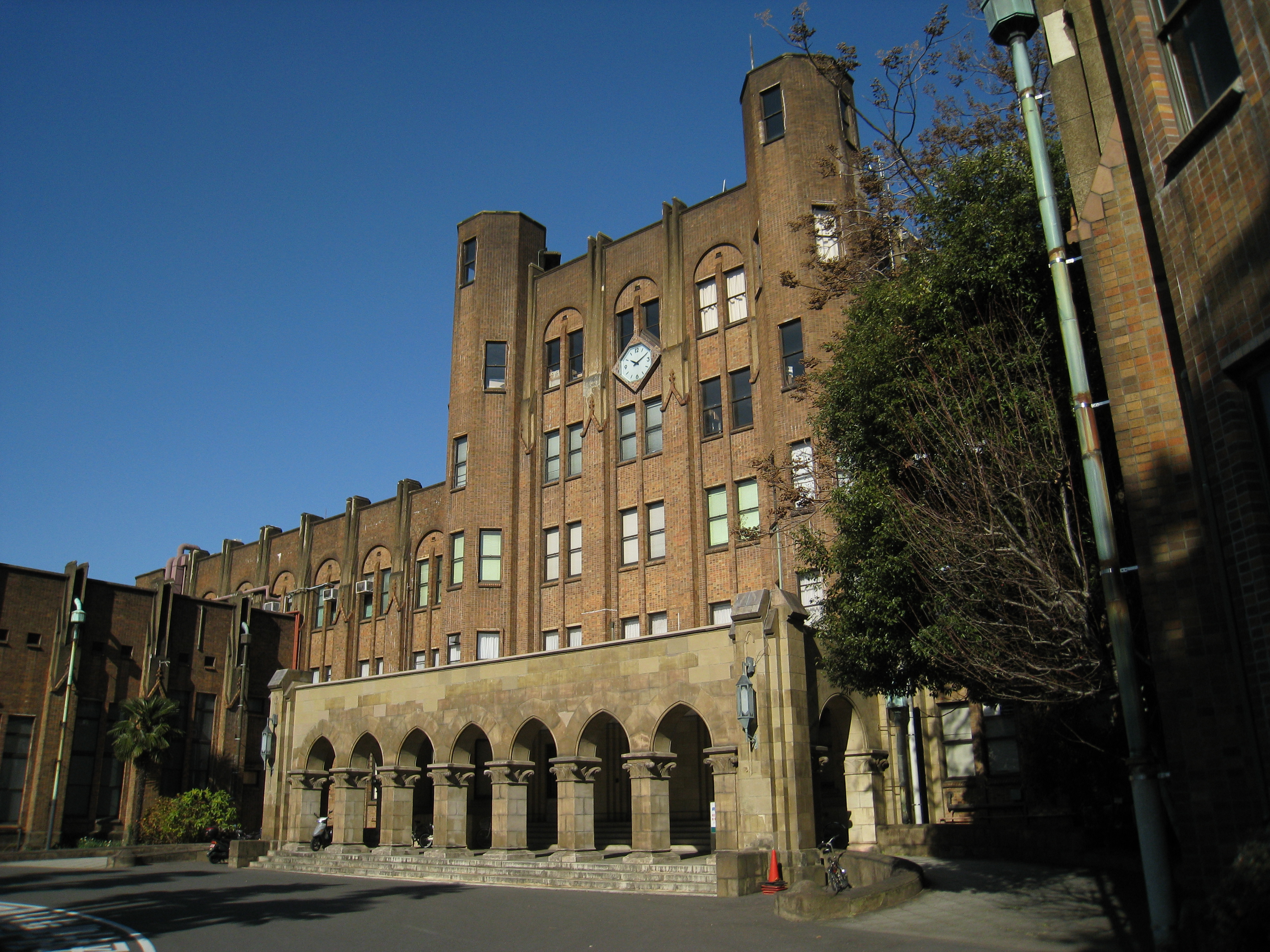
東京大学医科学研究所本館正面（1937年建造）

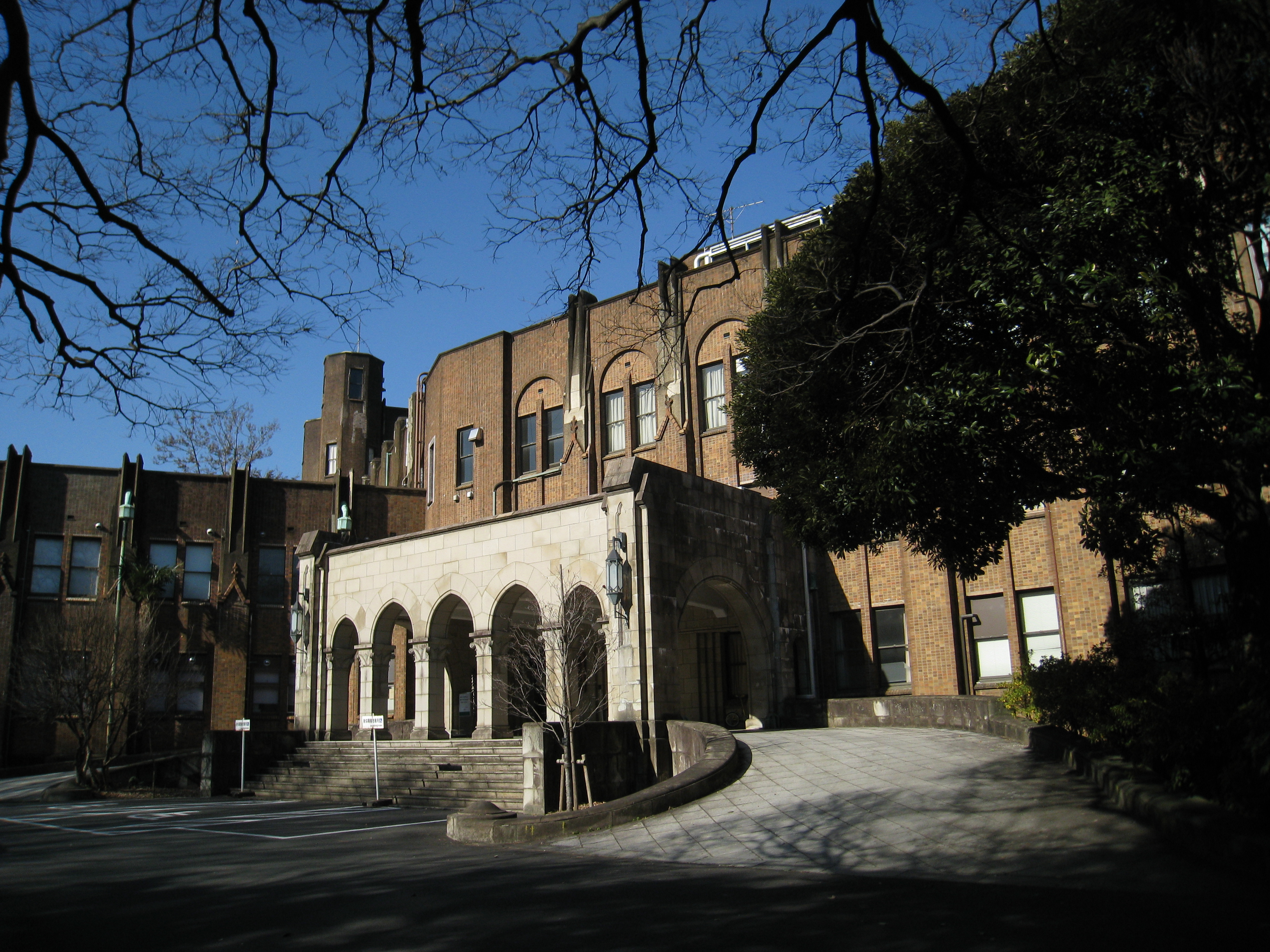
東京大学医科学研究所附属病院受付入口

東京大学医科学研究所附属病院（とうきょうだいがくいかがくけんきゅうじょふぞくびょういん）は、東京都港区白金台にある医療機関。東京大学医科学研究所附属の病院である。東京大学白金キャンパスの医科研敷地内にある。医育機関とは一線を画する医療を行う。略称医科研病院。
北里柴三郎が創設した伝染病研究所時代の1894年に、当時脅威であった感染症の研究と治療をつなぐための医療機関として設立された。

## 沿革
- 1892年 - 伝染病研究所設立。
- 1894年 - 伝染病研究所附属病院設立。
- 1916年 - 東京帝国大学附置伝染病研究所附属病院に改める。
- 1947年 - 東京大学伝染病研究所附属病院に改める。
- 1967年 - 伝染病研究所が医科学研究所に改組に伴い、東京大学医科学研究所附属病院に改める。

## 診療部門

### 診療科
- 内科
  - 血液腫瘍内科
  - 感染免疫内科
  - アレルギー免疫科
  - 総合診療科
- 外科
- 関節外科
- 脳腫瘍外科
- 腫瘍内科
- 緩和医療科
- 放射線科
- 麻酔科
- ゲノム診療部

### 専門外来
- 遺伝カウンセリング外来
- 遺伝性大腸がん（家族性大腸がん）外来
- HTLV-1キャリア/ATLセカンドオピニオン外来
- HTLV-1ぶどう膜炎/ATL関連眼病変専門外来
- 肝臓外来
- 胃腸外来
- ピロリ菌外来
- 炎症性腸疾患 (IBD) 外来

## 医療機関の指定・認定
- 保険医療機関[3]
- 難病の患者に対する医療等に関する法律に基づく指定医療機関[3]
- 労災保険指定医療機関[3]
- 原子爆弾被害者一般疾病医療取扱医療機関[3]
- 指定自立支援医療機関（更生医療）[3]
- 公害医療機関[3]
- 身体障害者福祉法指定医の配置されている医療機関[3]
- 臨床研修病院[3]
- 生活保護法指定医療機関[3]
- エイズ治療拠点病院[3]
- 結核指定医療機関[3]
- 特定疾患治療研究事業委託医療機関[3]
- 指定小児慢性特定疾病医療機関[3]
- 難病の患者に対する医療等に関する法律に基づく指定医の配置されている医療機関[3]
- このほか、各種法令による指定・認定病院であるとともに、各学会の認定施設でもある。

## 交通アクセス
- 東京メトロ南北線・都営地下鉄三田線「白金台駅」下車2番出口 日吉坂方面出口[4]